# Scomberoides tol
Scomberoides tol är en fiskart som först beskrevs av Cuvier 1832.  Scomberoides tol ingår i släktet Scomberoides och familjen taggmakrillfiskar. Inga underarter finns listade i Catalogue of Life.